# Football Club Internazionale 1949-1950
Questa voce raccoglie le informazioni riguardanti il Football Club Internazionale nelle competizioni ufficiali della stagione 1949-1950.

## Stagione

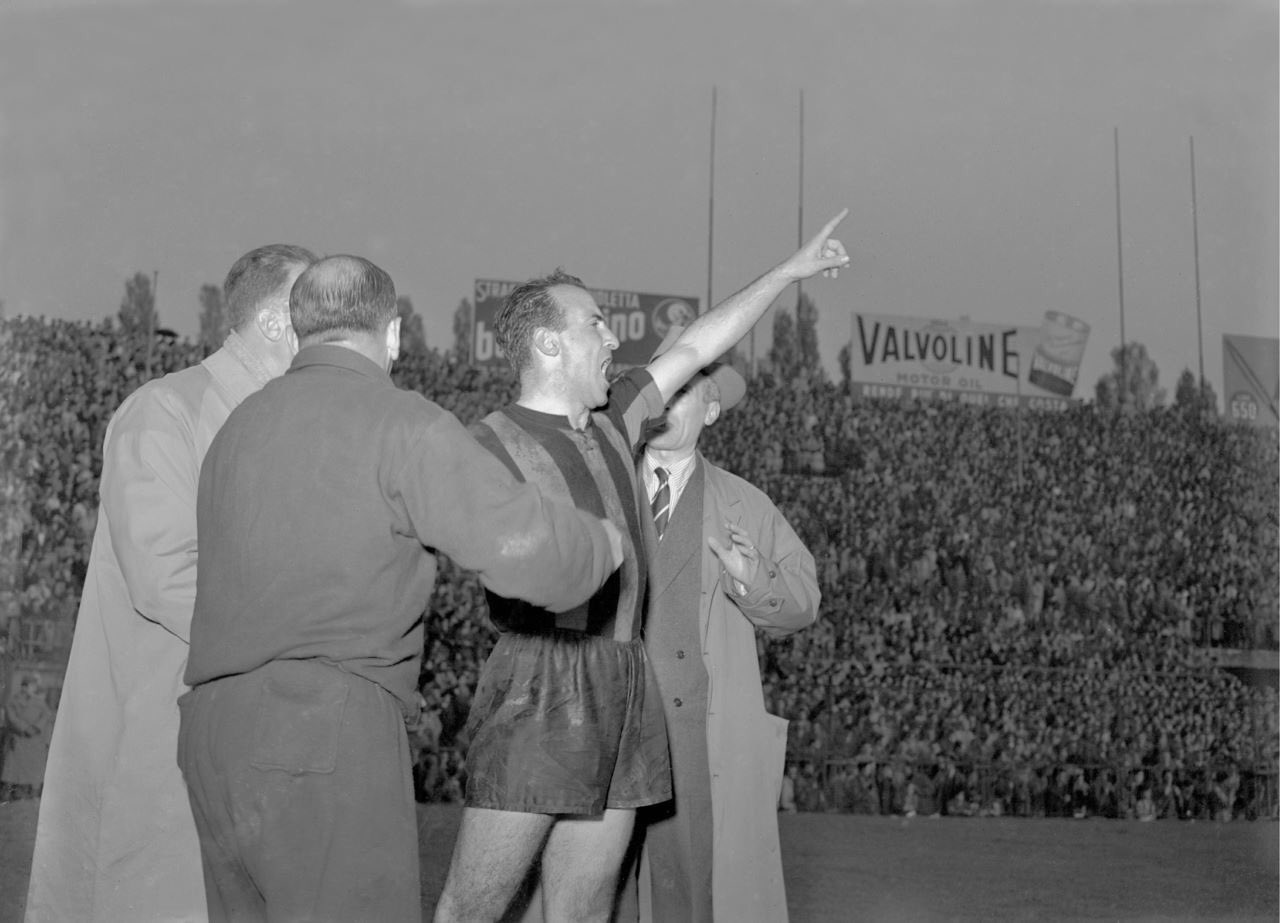
Amedeo Amadei esulta dopo la tripletta nel vittorioso derby del 6 novembre 1949 (6-5), incontro col maggior numero di reti complessive nella storia delle stracittadine.

Nella stagione che fece seguito al disastro di Superga, l'Inter — alle cui file si era aggiunta l'estrosa ma discontinua mezzala Wilkes — si classificò terza in campionato alle spalle di Juventus e Milan. In coincidenza dell'introduzione regolamentare della fascia da capitano, il portiere Angelo Franzosi fu il primo nerazzurro ad indossarla nella gara col Padova dell'11 settembre 1949.
Da segnalare inoltre il derby meneghino del 6 novembre 1949, risoltosi col punteggio di 6-5 per la Beneamata: inizialmente in svantaggio per 0-2 e successivamente per 1-4, i nerazzurri colsero la rimonta con gol di Lorenzi, doppietta di Nyers e tripletta di Amadei. Tale circostanza costituì, per il successivo settantennio, l'incontro con più reti segnate (11) nella storia delle stracittadine.
L'Inter rinunciò a partecipare alla Copppa Latina disputata nel mese di giugno per l'indisponibilità dei calciatori impegnati con la nazionale per il Campionato mondiale di calcio del 1950 in Brasile.

## Divise
| Prima divisa |

## Organigramma societario
Area direttiva
- Presidente: Carlo Masseroni
- Segretario: Giuseppe Prisco
- Consigliere: Amerigo Brizzolara
- Soci: Ivanoe Fraizzoli e Renata Prada

Area tecnica
- Direttore tecnico: Giulio Cappelli
- Allenatore: Mariano Tansini
- Istruttore di Ginnastica: Fioravanti

Area sanitaria
- Massaggiatore: Bartolomeo Della Casa

## Rosa
| N. |                        | Ruolo | Calciatore          |
| -- | ---------------------- | ----- | ------------------- |
|    | Italia (bandiera)      | P     | Narciso Soldan      |
|    | Italia (bandiera)      | P     | Angelo Franzosi     |
|    | Italia (bandiera)      | D     | Giovanni Giacomazzi |
|    | Italia (bandiera)      | D     | Franco Pian         |
|    | Italia (bandiera)      | D     | Attilio Giovannini  |
|    | Italia (bandiera)      | C     | Aldo Campatelli     |
|    | Paesi Bassi (bandiera) | C     | Faas Wilkes         |
|    | Italia (bandiera)      | C     | Osvaldo Fattori     |
|    | Italia (bandiera)      | C     | Camillo Achilli     |
|    | Italia (bandiera)      | C     | Renato Miglioli     |

| N. |                      | Ruolo | Calciatore          |
| -- | -------------------- | ----- | ------------------- |
|    | Italia (bandiera)    | C     | Enzo Bearzot        |
|    | Argentina (bandiera) | C     | Oscar Basso         |
|    | Italia (bandiera)    | C     | Gustavo Fiorini     |
|    | Italia (bandiera)    | C     | Raffaele Guaita     |
|    | Italia (bandiera)    | C     | Giovanni Invernizzi |
|    | Italia (bandiera)    | A     | Benito Lorenzi      |
|    | Italia (bandiera)    | A     | Gino Armano         |
|    | Ungheria (bandiera)  | A     | István Nyers        |
|    | Italia (bandiera)    | A     | Amedeo Amadei       |

## Risultati

### Serie A

#### Girone di andata
| Arbitro: | Gamba (Napoli) |

|             |           |               |
| Fattori 11’ | Marcatori | 70’ Prunecchi |

| Arbitro: | Bellè (Venezia) |

|  |           |                               |
|  | Marcatori | 32’ (rig.) Nyers I 89’ Wilkes |

| Arbitro: | Gemini (Roma) |

|                                   |           |           |
| Miglioli 3’ Amadei 35’ Wilkes 36’ | Marcatori | 2’ Randon |

| Arbitro: | Galeati (Bologna) |

|                                                |           |                                |
| Petagna 11’ Trevisan 23’ Ispiro 38’ Blason 72’ | Marcatori | 35’ (rig.), 88’ (rig.) Nyers I |

| Arbitro: | Vannini (Bologna) |

|                                                                        |           |  |
| Wilkes 3’, 23’ Amadei 17’, 74’ Campatelli 22’ Miglioli 67’ Lorenzi 84’ | Marcatori |  |

| Arbitro: | Bellè (Venezia) |

|                                          |           |                       |
| Galassi 16’ Pandolfini 19’ Nagy 49’, 50’ | Marcatori | 5’ Nyers I 82’ Amadei |

| Arbitro: | Bernardi (Bologna) |

|                 |           |                                   |
| Arangelovic 39’ | Marcatori | 27’ Lorenzi 73’ Armano 89’ Wilkes |

| Arbitro: | Tassini (Verona) |

|                                |           |  |
| Bertani 12’ (aut.) Lorenzi 90’ | Marcatori |  |

| Novara 30 ottobre 1949 9ª giornata | Novara            | 0 – 0 | Inter | Stadio Comunale\| Arbitro: \| Galeati (Bologna) \| |
| Arbitro:                           | Galeati (Bologna) |       |       |                                                    |

| Arbitro: | Orlandini (Roma) |

|                                                          |           |                                                        |
| Nyers I 10’, 40’ (rig.) Amadei 39’, 50’, 64’ Lorenzi 58’ | Marcatori | 1’, 7’ Candiani 14’ Nordahl 19’ Liedholm 59’ Annovazzi |

| Arbitro: | Pieri (Trieste) |

|                                     |           |                        |
| Hansen 30’ (rig.) 59’ Piccinini 75’ | Marcatori | 14’ Wilkes 18’ Lorenzi |

| Arbitro: | Pera (Firenze) |

|                                                   |           |                         |
| De Santis 24’, 26’ Gimona 54’ Miglioli 62’ (aut.) | Marcatori | 64’ Nyers I 70’ Lorenzi |

| Arbitro: | Tassini (Verona) |

|                               |           |              |
| Nyers I 36’ (rig.) Amadei 57’ | Marcatori | 64’ Nyers II |

| Arbitro: | Dattilo (Roma) |

|  |           |                                                    |
|  | Marcatori | 50’, 81’ Amadei 64’ Nyers I 82’ Lorenzi 90’ Wilkes |

| Arbitro: | Orlandini (Roma) |

|                        |           |  |
| Lorenzi 52’ Amadei 76’ | Marcatori |  |

| Arbitro: | Galeati (Bologna) |

|          |           |            |
| Boyé 16’ | Marcatori | 4’ Nyers I |

| Arbitro: | Gemini (Roma) |

|                   |           |                                              |
| Susmel 23’ (rig.) | Marcatori | 14’, 79’, 87’ Nyers I 20’ Lorenzi 25’ Wilkes |

| Arbitro: | Bertolio (Torino) |

|                       |           |          |
| Amadei 8’ Nyers I 52’ | Marcatori | 40’ Mike |

| Arbitro: | Longagnani (Modena) |

|                                          |           |  |
| Nyers I 38’ (rig.), 53’, 69’, 87’ (rig.) | Marcatori |  |

#### Girone di ritorno
| Arbitro: | Dattilo (Roma) |

|                |           |                        |
| Curti 44’, 64’ | Marcatori | 16’ Amadei 89’ Fattori |

| Arbitro: | Corallo (Lecce) |

|                        |           |  |
| Achilli 44’ Amadei 86’ | Marcatori |  |

| Arbitro: | Bellè (Venezia) |

|                              |           |            |
| Hansen 40’ (rig.) Fabbri 48’ | Marcatori | 39’ Amadei |

| Arbitro: | Bernardi (Bologna) |

|                                                           |           |                     |
| Campatelli 3’, 79’ Nyers I 26’, 83’ Amadei 34’ Wilkes 70’ | Marcatori | 64’ (aut.) Miglioli |

| Arbitro: | Gemini (Roma) |

|                |           |             |
| Renosto II 48’ | Marcatori | 59’ Nyers I |

| Arbitro: | Gamba (Napoli) |

|                                              |           |                               |
| Amadei 30’ Nyers I 53’ Wilkes 66’ Armano 83’ | Marcatori | 67’ (rig.) Giusti 72’ Galassi |

| Arbitro: | Boffardi (Genova) |

|                                  |           |             |
| Armano 11’ Wilkes 40’ Amadei 64’ | Marcatori | 80’ Venturi |

| Arbitro: | Massai (Pisa) |

|  |           |                         |
|  | Marcatori | 25’ Fattori 85’ Lorenzi |

| Arbitro: | Scotto (Savona) |

|             |           |                  |
| Lorenzi 74’ | Marcatori | 25’ Spadavecchia |

| Arbitro: | Bellè (Venezia) |

|                                              |           |             |
| Basso 8’ (aut.) Gren 41’ (rig.) Candiani 89’ | Marcatori | 14’ Lorenzi |

| Arbitro: | Galeati (Bologna) |

|                                          |           |                                           |
| Bertuccelli 32’ (aut.) Parola 90’ (aut.) | Marcatori | 19’, 65’ Hansen 55’ Praest 77’ Muccinelli |

| Arbitro: | Poggipollini (Ferrara) |

|                    |           |             |
| Nyers I 90’ (rig.) | Marcatori | 63’ Di Maso |

| Arbitro: | Bertolio (Torino) |

|                                           |           |                         |
| Flamini 7’ Magrini 16’ Sentimenti III 50’ | Marcatori | 38’, 75’ (rig.) Nyers I |

| Arbitro: | Rigato (Mestre) |

|                                                       |           |                                      |
| Wilkes 8’, 76’ Armano 11’ Nyers I 19’, 26’ Amadei 36’ | Marcatori | 32’ Scarpato 79’ Kincses 88’ Onorato |

| Arbitro: | Longagnani (Modena) |

|                |           |  |
| Gremese II 24’ | Marcatori |  |

| Arbitro: | Orlandini (Roma) |

|                                       |           |                                        |
| Lorenzi 6’ Wilkes 43’, 89’ Armano 74’ | Marcatori | 32’ (aut.) Basso 85’ (aut.) Giovannini |

| Arbitro: | Maurelli (Roma) |

|             |           |                         |
| Nyers I 81’ | Marcatori | 32’ Rabitti 65’ Ghiandi |

| Arbitro: | Dattilo (Roma) |

|                 |           |                           |
| García 63’, 79’ | Marcatori | 7’, 55’ Wilkes 38’ Amadei |

| Arbitro: | Gamba (Napoli) |

|                       |           |                              |
| Cassani 6’ Fabian 35’ | Marcatori | 14’, 25’ Lorenzi 66’ Nyers I |

## Statistiche

### Statistiche di squadra
| Competizione | Punti | In casa | In casa | In casa | In casa | In casa | In casa | In trasferta | In trasferta | In trasferta | In trasferta | In trasferta | In trasferta | Totale | Totale | Totale | Totale | Totale | Totale | DR |
| Competizione | Punti | G       | V       | N       | P       | Gf      | Gs      | G            | V            | N            | P            | Gf           | Gs           | G      | V      | N      | P      | Gf     | Gs     | DR |
| ------------ | ----- | ------- | ------- | ------- | ------- | ------- | ------- | ------------ | ------------ | ------------ | ------------ | ------------ | ------------ | ------ | ------ | ------ | ------ | ------ | ------ | -- |
| Serie A      | 49    | 19      | 14      | 3       | 2       | 59      | 26      | 19           | 7            | 4            | 8            | 40           | 34           | 38     | 21     | 7      | 10     | 99     | 60     | 39 |

### Statistiche dei giocatori
| Giocatore     | Serie A  | Serie A |
| Giocatore     | Presenze | Reti    |
| ------------- | -------- | ------- |
| C. Achilli    | 30       | 1       |
| A. Amadei     | 32       | 20      |
| G. Armano     | 33       | 10      |
| O. Basso      | 26       | 0       |
| E. Bearzot    | 6        | 0       |
| A. Campatelli | 25       | 3       |
| O. Fattori    | 34       | 3       |
| G. Fiorini    | 4        | 0       |
| A. Franzosi   | 17       | −32     |
| G. Giacomazzi | 8        | 0       |
| A. Giovannini | 34       | 0       |
| R. Guaita     | 12       | 0       |
| G. Invernizzi | 3        | 0       |
| B. Lorenzi    | 31       | 15      |
| I. Nyers      | 36       | 30      |
| F. Pian       | 1        | 0       |
| R. Miglioli   | 36       | 2       |
| N. Soldan     | 21       | −28     |
| F. Wilkes     | 34       | 17      |